# ビートたけしの絶対見ちゃいけないTV
『ビートたけしの絶対見ちゃいけないTV』（ビートたけしのぜったいみちゃいけないテレビ）は、一部TBS系列で深夜帯で生放送されていたビートたけしの冠番組のシリーズである。番組タイトルは毎回変更されている。

## 概要
エロスや笑い、下ネタ、風刺などを盛り込んだ、普段のバラエティ番組では放送されないような過激なネタ・企画と、たけしのやりたい放題の司会ぶりがメインになっている。
他局にはなるが、以前放送していた『北野ファンクラブ』、『足立区のたけし、世界の北野』、『朝までたけし軍団』の各番組内の企画構成を合わせた様な内容である。
たけし軍団は客席に座っており、たけしなどの出演者に野次を浴びせる役割になっている。
たけしの相方であるビートきよしは、たけしや軍団から散々な扱いを受けるのが恒例になっている。
オープニングでは「今夜のメニュー」という縦スクロールのテロップが流れるが、「トム・クルーズ自宅爆破!?」などといった、風刺の効いたブラックジョークになっている。
コーナーの合間とCM前後には、朝鮮中央放送のニュース番組のパロディで「いますぐ放送をやめろ」と抗議をしたり、ベナン共和国から「たけしのこんな姿を見て失望した」という旨の発言をする映像が流れたこともあった（詳細は後述）。
かつてはAV女優も多く出演し、2009年12月放送分などのようにCM明けにはAV女優がPRする映像も流れていたが、2013年12月放送分を最後にお色気要素を排除したため、2014年12月以降は出演しなくなった。
2016年以降はたけしに生放送でネタを見せるコーナーがメイン企画となる。2016年はその合間に今までの過激なネタ企画を挟む構成、2017年は過激ネタ企画は1つのみ、2018年以降は過激ネタは廃止され全編ネタ見せで構成された。

## 放送リスト・ネット局
編成上の都合や他系列番組ネットの関係でネット局が少なく、「あと1回」以降ではJNN28局中、13局 では1度もネット実績がない。

### 放送リスト
| 回数   | 放送日         | 放送時間（JST） | タイトル                                                          | 視聴率 |
| ------ | -------------- | --------------- | ----------------------------------------------------------------- | ------ |
| 第1回  | 2008年12月28日 | 23:30 - 25:00   | ビートたけしPresents No TV?                                       |        |
| 第2回  | 2009年8月4日   | 23:59 - 25:24   | ビートたけしの絶対見ちゃいけないTV                                |        |
| 第3回  | 2009年12月28日 | 24:33 - 25:58   | ビートたけしのもう1回だけ見ちゃいけないTV                         |        |
| 第4回  | 2010年9月29日  | 24:20 - 25:50   | ビートたけしのあと1回だけ見ちゃいけないTV                         |        |
| 第5回  | 2010年12月28日 | 25:15 - 26:45   | ビートたけしのもう1回だけヤラせてTV                               | 3.0%   |
| 第6回  | 2011年12月29日 | 24:45 - 26:15   | ビートたけしのあと5回だけヤラせてTV                               | 4.5%   |
| 第7回  | 2012年3月28日  | 25:29 - 26:59   | ビートたけしのあと4回だけヤラせてTV                               | 1.3%   |
| 第8回  | 2012年12月28日 | 24:52 - 26:22   | ビートたけしのあと6回だけヤラせてTV                               | 2.5%   |
| 第9回  | 2013年12月27日 | 25:20 - 26:50   | ビートたけしの親切な人が5千万円貸してくれないかTV                 |        |
| 第10回 | 2014年12月26日 | 25:09 - 26:39   | ビートたけしのアナ雪のおかげでオレの映画が遅れちゃったぞTV        |        |
| 第11回 | 2015年12月28日 | 25:15 - 26:45   | ビートたけし大感謝祭 MOZU&赤めだか…UFOも来るかも!?                |        |
| 第12回 | 2016年12月28日 | 25:58 - 27:28   | ビートたけしのフランスは本当に勲章をくれたのかTV                  |        |
| 第13回 | 2017年12月27日 | 25:58 - 27:28   | ビートたけしの映画小説大ヒットなのに日本はなぜ勲章くれないのかTV  |        |
| 第14回 | 2018年12月26日 | 25:49 - 27:19   | ビートたけしの独立してマージン分ギャラ下げるからあと2回ヤラせてTV |        |
| 第15回 | 2019年12月28日 | 25:50 - 27:20   | ビートたけしの公開!お笑いオーディション                           |        |
| 第16回 | 2020年12月23日 | 24:11 - 25:11   | ビートたけしの公開!お笑いオーディション                           |        |
| 第17回 | 2021年12月26日 | 24:58 - 25:58   | ビートたけしの公開!お笑いオーディション                           |        |

### ネット局
○印 - 同時ネット、△印 - 遅れネット、無印 - 放送無し。
| 放送対象地域   | 放送局              | 系列    | 第1回 | 第2回 | 第3回 | 第4回 | 第5回 | 第6回 | 第7回 | 第8回 | 第9回 | 第10回 | 第11回 | 第12回 | 第13回 | 第14回 |
| -------------- | ------------------- | ------- | ----- | ----- | ----- | ----- | ----- | ----- | ----- | ----- | ----- | ------ | ------ | ------ | ------ | ------ |
| 関東広域圏     | TBSテレビ（制作局） | TBS系列 | ○     | ○     | ○     | ○     | ○     | ○     | ○     | ○     | ○     | ○      | ○      | ○      | ○      | ○      |
| 北海道         | 北海道放送          | TBS系列 |       | ○     |       | ○     | ○     |       |       | ○     | ○     | ○      | ○      | ○      | ○      | ○      |
| 宮城県         | 東北放送            | TBS系列 |       |       |       | ○     |       |       |       |       |       |        |        |        |        |        |
| 山形県         | テレビユー山形      | TBS系列 |       | ○     |       | ○     |       | ○     |       |       |       |        |        |        |        |        |
| 福島県         | テレビユー福島      | TBS系列 |       |       |       | ○     |       |       |       |       |       |        |        |        |        |        |
| 新潟県         | 新潟放送            | TBS系列 |       |       |       | ○     |       |       |       |       |       |        |        |        |        |        |
| 長野県         | 信越放送            | TBS系列 |       | ○     |       | ○     |       | ○     |       | ○     | ○     | ○      | ○      |        | △      |        |
| 静岡県         | 静岡放送            | TBS系列 |       | ○     |       | ○     |       |       |       | ○     |       | ○      |        |        |        |        |
| 石川県         | 北陸放送            | TBS系列 |       | ○     |       | ○     |       |       |       |       |       |        |        |        |        |        |
| 中京広域圏     | CBCテレビ           | TBS系列 |       | ○     | ○     | ○     |       | ○     | △     | ○     | ○     | ○      | ○      | ○      | ○      |        |
| 岡山県・香川県 | RSK山陽放送         | TBS系列 |       | ○     |       |       |       | ○     |       |       |       |        | ○      |        |        |        |
| 山口県         | テレビ山口          | TBS系列 |       |       |       |       |       | ○     |       |       |       | ○      |        |        |        |        |
| 福岡県         | RKB毎日放送         | TBS系列 |       |       | ○     | ○     | ○     | ○     |       |       |       |        |        |        |        |        |
| 熊本県         | 熊本放送            | TBS系列 |       |       |       | ○     | ○     |       |       |       |       |        |        |        | ○      |        |
| 宮崎県         | 宮崎放送            | TBS系列 |       | ○     |       |       |       |       |       |       |       |        |        |        |        |        |

## 出演者

### 現在の出演者
- ビートたけし（メインMC 以下、たけしと表記）
- 伊達みきお（サンドウィッチマン）
- 塙宣之（ナイツ）
- 〆さばアタル
- アル北郷

### 過去の出演者
- ビートきよし（ツービート、ベテランAD 以下、きよしと表記）

たけし軍団（離脱した者も含める）
- ガダルカナル・タカ
- つまみ枝豆
- 松尾伴内
- ダンカン
- ラッシャー板前
- グレート義太夫
- 井手らっきょ
- 浅草キッド
  - 水道橋博士
  - 玉袋筋太郎（玉ちゃん）
- なべやかん
- お宮の松
- ほたるゲンジ
  - 無法松
  - 桐畑トール
- 三又又三
- 山崎まさや
- やくみつゆ
- 赤P-MAN
- ガンビーノ小林
- マキタスポーツ
- アッチャンズ
  - 近藤夢
  - 近藤六
- ヤチョウの会
  - ケンタエリザベス3世
  - 鳩山来留夫
- 米粒写経
  - 居島一平
  - サンキュータツオ
- ゾマホン・ルフィン
- かんちゃま
- プチ鹿島
- シェパード太郎

その他出演者
- 小向美奈子（2008年12月 - 2010年12月）[7](Fカップ)
- 加藤修（元ツービート作家）
- 柳憂怜 - 写真として出演。
- 北義則（トーカ堂社長、2010年9月、12月、2011年12月、2012年3月、2014年12月）- VTR出演
- 北卓夫（トーカ堂家電・デジタル部門担当・北社長の長男、2011年12月、2012年3月）- VTR出演
- 北圭介（北社長の次男、2011年12月、2012年3月）- VTR出演
- 森田勉（ブランド王ロイヤル社長、2011年12月、2012年3月）- VTR出演
- マイコーりょう（2009年8月）
- つのだ☆ひろ（2010年9月）
- 岡本夏生（2011年12月）
- 泰葉（2009年8月、2012年3月）
- 壇蜜（2012年12月）(Eカップ)
- 新垣隆（2014年12月、2015年12月）
- 八波一起（2014年12月）- VTR出演
- 奈美悦子（2014年12月）- VTR出演
- 三戸大久（2015年12月）
- トパーズ・ルアール津島恒夫（2015年12月）

元ボクシング世界チャンピオン（2009年8月）
- 輪島功一
- ガッツ石松[8]
- 具志堅用高

TBSアナウンサー
- 升田尚宏（2009年8月、2010年9月、12月、2011年12月、2012年3月）
- 駒田健吾（2009年8月）
- 出水麻衣（2009年8月）
- 佐藤渚（2011年12月）
- 吉田明世（2012年3月）
- 小林悠（2013年12月） - VTR出演
- 林みなほ（2014年12月）- VTR出演

オープニング出演
- 内田裕也（2009年12月）
- 立川談志（2010年9月）
- 布袋寅泰（2010年12月）
- 樹木希林（2011年12月、2012年3月）
- 金田正一（2012年3月）
- 高嶋政伸（2012年12月）
- 板東英二（2013年12月）
- 西島秀俊（2014年12月）
- 藤竜也（2015年12月）
- 加瀬亮
- 山根明（2018年12月）

ナレーション
- 三輪勝恵[10]
- 永井一郎[11]
- 来宮良子
- 板東英二
- 西島秀俊
- 藤竜也
- 杉山真也

AV女優
- VTR・写真以外は、スタジオ生出演。

2008年12月
2009年8月
2009年12月
- 原紗央莉
- Hitomi
- 浜崎りお
- @YOU
- 周防ゆきこ
- みひろ - VTR出演
- 麻美ゆま - VTR出演
- 明日花キララ - VTR出演

2010年9月
- 佐山愛(Hカップ)
- 天海つばさ(Eカップ)
- 小澤マリア(Eカップ)
- 椎名みくる(Gカップ)
- 横山美雪(Cカップ)
- 藤井シェリー(Dカップ)
- 西野翔(Cカップ)
- 青山菜々(Iカップ)
- 範田紗々
- 琴乃

2010年12月
- 澄川ロア
- Nina
- 並木優(Eカップ)
- 周防ゆきこ(Eカップ)
- 佐山愛(Hカップ)
- 美雪ありす(Eカップ)
- 栗林里莉(Cカップ)
- 小倉奈々(Fカップ)
- 藤井シェリー(Dカップ)
- 天海つばさ
- 西野翔(Cカップ)
- 七海なな
- SARAH
- 佐倉カオリ
- 篠原杏
- 羽田あい
- 藤崎りお

2011年12月
- 沖田杏梨(Kカップ)
- 佐山愛(Hカップ)
- 周防ゆきこ(Fカップ)
- 天海つばさ(Eカップ)
- 藤井シェリー(Dカップ)
- 西野翔(Cカップ)
- 綾瀬みなみ(Jカップ)
- 成瀬心美(Eカップ)
- 小川あさ美
- 辰巳ゆい
- 葵つかさ
- 栗林里莉
- 仁科百華 - 写真出演
- 琥珀うた - 写真出演
- 友田彩也香 - 写真出演

2012年3月
- 紗倉まな(Fカップ)
- 月城ルネ(Eカップ)
- 秋吉ひな(Gカップ)
- 綾瀬みなみ(Iカップ)
- 成瀬心美
- 美雪ありす(Eカップ)
- 佐山愛
- 藤井シェリー
- 加藤リナ(Cカップ)
- 香西咲(Dカップ)
- 芦名ユリア(Fカップ)
- 川上ゆう - 写真出演
- 琥珀うた
- 友田彩也香
- まりか - 写真出演

2012年12月
- 紗倉まな(Fカップ)
- 美雪ありす(Fカップ)
- めぐり（藤浦めぐ）(Gカップ)
- きみの歩美(Dカップ)
- 由愛可奈(Dカップ)
- 吉川あいみ(Hカップ)
- 古川いおり(Cカップ)
- 小島みなみ(Eカップ)
- 大槻ひびき(Fカップ)
- 星美りか(Fカップ)
- 葵つかさ(Fカップ)
- 栗林里莉(Cカップ)
- 赤井美月 - 写真出演
- 琥珀うた
- 友田彩也香
- 川上ゆう

2013年12月
- きみの歩美(Dカップ)
- 紗倉まな(Fカップ)
- 波多野結衣(Dカップ)
- 初美沙希(Eカップ)
- 吉川あいみ(Hカップ)
- 有村千佳(Cカップ)
- 上原亜衣(Eカップ)
- さとう遥希(Fカップ)
- 星美りか(Eカップ)

2014年以降
なし

## 放送内容

### ビートたけしPresents No TV?
タイトルは、当時のTBSテレビのキャッチコピー「No TV? but TBS」より。
写真で振り返る2008年話題の人物
2008年に話題になった人物を紹介するコーナーだが、取り上げる人物と明らかに全く違う写真が紹介される。
隠された真実を徹底追及!「ニセ医師問題」
「偽装事件」で当時話題になった、医師法違反のニセ整体師と構造計算書偽造問題で問題になった元建築士の、似ている共通点の「たけしメモ」。
たけしだけが知っている驚愕!芸人偽装の真実
「甲子園出場偽装」「出所漫才偽装」「絶対当たる降水確率偽装」を発表。

### ビートたけしの絶対見ちゃいけないTV
マイコーりょうの『スリラー』に泰葉のナレーションで番組がスタート。たけしが金正日に扮し、きよしと軍団はこの年の『24時間テレビ』（日本テレビ系）の「チャリTシャツ」を意識した黄色いTシャツを着ていた。
小向美奈子のストリップショー
小向にとって覚せい剤事件後、初のテレビ出演となった。番組の最後に生着替えをしてストリップを披露。井手が乱入し、軍団からブーイングを浴びる。
北野新党マニフェスト
「休日はソープ1000円で乗り放題」（当時行われていた高速料金上限1,000円のパロディ）、「地方を全廃し、全て東京にする」、「臓器ローン」、「医師免許撤廃」、「鎖国」を発表。
クイズ選手権
ガッツ石松、具志堅用高、輪島功一が古今東西などのクイズで競う企画。
加藤修の「しりとり川柳」
加藤が川柳を発表するコーナー。あまりにも加藤のギャグがすべるため、たけしや軍団からいじられていた。
たけし人形の一日
たけし人形を電車に乗せたり崖から飛び降りさせたりするシーンなどを写真で紹介するコーナー。
新しいじゃんけん
下ネタやHなネタなどを盛り込んだたけし考案の新しいじゃんけんコーナー。

### ビートたけしのもう1回だけ見ちゃいけないTV
たけしが（金正日と見せかけて実は）篠山紀信に、きよしは錦野旦に扮し、マシンガンやピストルで大暴れした。
小向美奈子のストリップショー
オープニングで登場。また、今夜のメニューがテロップで流れていた。
前回のお詫び
青山テルマの写真の代わりに、ゴリラや衣笠祥雄の写真が紹介されていた。
写真で振り返る2009年話題の人物
2009年に話題になった人物を紹介するコーナー。また、同年10月3日放送の『オールスター感謝祭』で東京03が司会の島田紳助（紳助は2011年8月23日に、芸能界を引退し、現在は今田耕司が担当。）に解答者席まで詰め寄られるシーンが放送されていたこと（オールスター感謝祭を参照）をネタにしていた。ちなみに、「島田紳助様」と手書きで書かれた紙が貼ってある楽屋の扉（もちろん、紳助本人はいない）の前に、たけしと東京03が並んで写真に写っていた。この事件は、その9年後の2018年10月7日にも、ハナコと有吉弘行の「オールスター後夜祭・有吉とハナコのトラブル騒動」で再現し、高山一実も見ていた。
たけしのテレビショッピング
「ジャパネットたかた」や「ココ山岡」のパロディ仕様で、テレビショッピングで紹介することは絶対ありえない超高額商品（銀座の一等地や高級車など）をたけしが紹介するコーナー。商品名もダジャレをきかせたり「フェラーリ」のエンブレムをコマネチ仕様にするなど毒を利かせていた。
篠山紀信が撮りたかったおっぱいクイズ
AからDまでのボックスがあり、胸とお尻だけで原紗央莉を当てるというクイズ。Dには井手が入っており、たけしがおでんの熱い汁を浴びせたりマシンガンでお尻を打っていた。
新しいじゃんけん
今回は軍団同士がじゃんけんで勝敗を決め、勝った方にはのぞき部屋というボックスに入っている小向のストリップショーを見ることができる。ただし、最後は井手の裸に差し替えられていた。また、AV女優同士のじゃんけんがあり、たけしがわざとあいこ状態を続けさせて「じゃんけんヘルス!じゃんけんヘルス!」と軍団がコールを続けて、そして最後にきよしがどじょうすくいで乱入してたけしにピストルで突っこまれるというオチがあった。
加藤修のリベンジギャグ
前回、「しりとり川柳」で惨敗した加藤が再びギャグを披露するも返り討ちにされる。そして、出演者全員による「じゃんけんヘルス!」コールでエンディングを締めくくった。

### ビートたけしのあと1回だけ見ちゃいけないTV
オープニングは、立川談志のまくら噺（事前収録）でスタート。たけしはインドネシアの大統領風の衣装で、きよしは学ランで登場。この回から小向とAV女優の着る衣装がカッターシャツ＋水色のミニスカート姿となった。
小向美奈子のストリップショー
今回は小向が縛られた状態で登場し、つのだ☆ひろが「メリー・ジェーン」を熱唱して盛り上げた。その後、カーテンが閉められて中から吊り上げられて登場したのは、裸で縛られた井手だった。
前回のお詫び
前回と同じく、青山テルマの写真の代わりにゴリラや衣笠祥雄の写真が紹介されていた。
禁断写真で振り返る2010年上半期
2010年上半期で話題になった人物を写真で紹介するコーナー。前回とは違い、所属事務所の許可が下りなかったためにイラストに差し替えられた人物もいた。
ノーパンかるた取り
小向とAV女優がノーパンの状態 でかるた取りを行う。客席にいる軍団やカメラなどに対して背を向けて正座した状態からスタートする。なお、過激な下ネタやエロスが盛り込まれたかるたを加藤が読み上げる。裸の井手も乱入し、たけしにマシンガンでツッコミを入れられる。
トーカイ堂バラエティTVショッピング
通信販売番組『トーカ堂バラエティTVショッピング』のパロディ。たけし、タカ、さらには本物のトーカ堂社長・北義則が登場して商品を紹介するコーナー。100歳以上の介護用ロボット「IRUYO」（つまみ枝豆が老人ロボットに扮し、熱々のおでんを食べさせられるなど散々な目にあっていた）、所ジョージプロデュース「DAITAI時計（だいたい妊娠検査薬付）」、トーカイ堂豪華AVセット（ソフト・オン・デマンドDVD10本セット&谷ナオミ幻の名作AV付）」が紹介されていた。
危ない山手線ゲーム
お題が完全に伏せられている状態で山手線ゲームを行う。最初のヒントとしてたけしが1つ答えを出す。不正解または10秒以内に答えが出ない場合、罰として女子ボクサー山口直子からパンチを食らう。
まぬけ競馬実況中継
升田尚宏が、昭和のギャグ・名優の馬名でレースを実況するというもの。おもちゃの競馬を使用して4頭立てでレースを行うが、2レースとも1枠の馬が落馬するアクシデントが起こった。
今日の一番
升田が大相撲の取組結果を紹介するコーナー。四股名と結果が紹介されるが、過激な下ネタやエロスのオンパレードに升田の顔は引きつっていた。そして最後の一番「赤巻き紙対黄巻き紙は、青巻き紙で赤巻き紙の勝ち」を噛んでしまい、たけしや軍団からツッコミを入れられていた。
新しいじゃんけん
今回は軍団対決がほとんど行われず、小向とAV女優の対決が行われた。前回と同様に「最初はヘルス」コールで、きよしがどじょうすくいで乱入。そのままエンディングとなった。

### ビートたけしのもう1回だけヤラせてTV
布袋寅泰のナレーションと市川海老蔵の会見映像でスタート。たけしは尖閣諸島中国漁船衝突事件の中国漁船船長に、きよしはスーツ姿（後半は自衛隊）に扮して登場。
小向美奈子のストリップショー
今回はきよしの曲「おまえだけだよ」の生熱唱 に合わせてレズビアンストリップショーが行われた。井手がCandle JUNE（Candle HIROSHI）に扮して乱入し小向の体にロウを垂らしてブーイングを浴びるも、最後はたけしにピストルでツッコミを入れられる。
今夜のメニュー
「本日開通!北海道新幹線」（放送同月に東北新幹線の八戸駅 - 新青森駅間が開業していた）、「発覚!?ゲゲゲの女房、ねずみ男と浮気」、「ねづっち、ととのいませんでした」、「蓮舫 この後生仕分け」、「麻木久仁子 Twitter開始」（大桃美代子が前夫・山路徹と麻木の不倫をTwitterで暴露したことのパロディ）、「生中継!今夜『はやぶさ2号』火星から帰還」（2010年6月に探査機「はやぶさ」が帰還して話題になったことのパロディ）、「自民vs民主 モノマネ紅白総選挙」などといった嘘の内容紹介テロップが出された。
前回のお詫び
衣笠の代わりに、広島東洋カープのヘルメットを被ったゴリラと青山テルマ（事務所の許可が下りず似顔絵）を紹介。最後はガッツ石松の写真でオチを付けた。
写真で振り返る2010年
2010年で話題になった人物を写真で紹介するコーナー。
ノーパンかるた取り
今回は軍団から、タカ、枝豆、松尾、ダンカン、板前もノーパンで参加。優勝賞品は、たけし著書『1084（to-san-ya-yo） MANZAI2 two beat』。あまりにも汚すぎるために小向とAV女優(周防ゆきこ、並木優、美雪ありす、藤井シェリー、西野翔)の参加形式に変更するも、全裸の井手が乱入して即終了。
トーカイ堂バラエティTVショッピング
今回は「飲み友達ロボット 歌舞伎俳優マタゾウ君」が紹介され、「マタゾウ」に扮した三又又三がテキーラを飲まされたり熱々のおでんを食べさせられるなど散々な目にあっていた。さらに、おまけとして山崎まさや扮する「暴走ロボット リオン君」も登場。さらに、所ジョージプロデュース「リバーシブルパンツ」（&リバーシブル白黒冠婚葬祭ネクタイ付き）を紹介。
チン×ポン
『ペケ×ポン』（フジテレビ系）の下ネタパロディ版 で事前収録。本家の「ペケ×ポン川柳」と同様に下の句を当てるコーナーだが、VTRと川柳は過激なネタになっている。AV女優チーム と軍団チーム の対戦で、軍団チームが正解の場合はAV女優チームが1枚脱ぎ、AV女優チームが正解の場合は軍団が女子ボクサー小林聡子からパンチを食らう。アシスタントと読み上げナレーションは加藤修。しかし本家の出演者やスタッフにバレてしまい、たけしが本家のスペシャル版に出演した際、レギュラー陣にこのことをつっこまれた。
まぬけ競馬実況中継
今回は歌舞伎特別、スキャンダル牝馬決定戦、事件特別、石田記念（時間の都合上カット）の4レースが行われたが、実況の升田は「本当に大丈夫ですか?」、「いや、これはできません…」と抵抗しつつも実況していた。
小向美奈子 全裸初日の出
小向が脱いで吊り上げられると思いきやまたしても全裸の井手が吊り上げられて登場し、たけしと軍団から総ツッコミを受けてエンディング。

### ビートたけしのあと5回だけヤラせてTV
オープニングは、蕎麦屋「室町砂場」の赤坂店に樹木希林が入ってくる場面でスタート。2011年のニュース映像が流れた後、樹木希林が夫の内田裕也の蝋人形に愚痴をこぼすオチだった。たけしはカダフィ大佐に、きよしは陸上自衛官（後半はきよし曰く「カダフィガールズ」、終盤はどじょうすくい）に扮して登場。
岡本夏生の生ジュリアナ東京
今回は小向が欠席（前述の件により事実上降板）したため、代わりに岡本夏生がAV女優 とともにジュリアナダンスを踊った。
今夜のメニュー
生放送にも関わらず「速報!AKB48解散記者会見」、「全国で積雪200センチのおそれ」、「芦田愛菜ちゃん鈴木福君と交際発覚」（芦田と鈴木がフジテレビ系のドラマ『マルモのおきて』で共演して話題になっていた）、「野田内閣総辞職で明日総選挙」、「市原悦子が松嶋菜々子に逆切れ」（当時話題になっていた、日本テレビ系で放送された松嶋主演のドラマ『家政婦のミタ』について、オマージュ元のテレビ朝日系『家政婦は見た!』に主演していた市原が「ノーコメント」とした ことのパロディ）、「フーズ・フォーラス社長生土下座」（フーズ・フォーラス社の焼肉店で集団食中毒が発生した事件について社長が記者会見で土下座をして話題になった）、「芸能人カツラ愛用家カルタ合戦」など、後からクレームになりかねない記述があった。
前回のお詫び
前回同様、衣笠の代わりに広島東洋カープのヘルメットを被ったゴリラと青山（似顔絵）を紹介し、最後は石松の写真でオチを付けた。
写真で振り返る2011年話題の人物
2011年で話題になった人物を写真で紹介するコーナー。6人しか取り上げられず、規模が縮小された。
ノーパンかるた取り
AV女優がノーパンの状態でかるた取りを行ったが、きよしのグダグダな進行にたけしが突っ込む場面が目立った。これまで同様全裸海パン姿の井手の乱入もあった。
チン×ポン
前回同様事前収録。AV女優チーム と軍団チーム の対戦で、軍団チームが正解の場合はAV女優チームが1枚脱ぎ、AV女優チームが正解の場合は軍団がタイキックを食らう。
AV女優当てゲーム
作品のタイトルを見て、出演者が誰かを当てるクイズ。正解ならAV女優からキス、不正解だと熱々のおでんを食べる罰ゲーム。
トーカイ堂バラエティTVショッピング
事前収録。今回は趣向を変え、紹介される商品の値段当てクイズとなった。トーカ堂チーム（社長・北と北の長男・次男）と軍団チーム の対戦だったが、軍団がピタリ賞連発も不正発覚で失格になるというオチだった。なお、たけしの格好は『情報7days ニュースキャスター』などでネタにしていた、勤務時間中の不倫が問題となった当時の経産官僚・西山英彦（東山審議官）に扮して登場。
だるまさんが転んだ2011
事前収録。前回の放送で企画されたが、リハーサルで「面白くない」とボツになった企画。制作費125万2300円 の大赤字になったため、今回再企画となった。前半の「第1回逆だるまさんが転んだ2011」は、だるまさんに扮した軍団 が遠くに離れていき、一番遠くへ行った人が優勝というルールだったが、CG合成で処理されるというオチになった。後半の「第2回フルチンだるまさんが転んだ2011」では、全裸になった軍団 が面白い服を着てゴールした人が優勝というルールで、優勝者の枝豆がAV女優 からキスのご褒美を獲得。
まぬけ競馬実況中継
今回は升田に加え、当時新人アナウンサーの佐藤も参加。しかし、佐藤のたどたどしい実況にたけしも苦笑していた。以前に比べて出走メンバーの名前は毒が薄く、長くて実況しにくい名前が多かった。
ACジャパンのパロディのCM
コーナーの合間やCM前に挿入された、ACジャパンの金子みすゞの作品を取り上げたCM「こだまでしょうか」（2011年3月の東日本大震災直後に通常CMの自粛による差し替えにより多く放送され、当時話題になっていた）のパロディ。ただし内容が過激で「ハゲネタ」、「芸能界ドラッグ汚染ネタ」、「風俗ネタ」、「詐欺の手口ネタ」など深夜番組でも放送コードギリギリのパロディだった。BGMのピアノ演奏は途中に富士山を入れ、最後のサウンドロゴも「民間の広告ネットワーク」「会員社のご支援で活動しています」のスローガンまで再現した上で「タケC（タケC JAPAN）」「ヘルス〜（ヘルS JAPAN）」や「サギC（サギC JAPAN）」、「マーC（マーC JAPAN）」等と表現を替えていた。
300万円の純金ダイヤ争奪戦
エンディングはトーカ堂の北が提供した300万円の「純金ダイヤ」を賭けて、出演者全員での争奪戦となった。

### ビートたけしのあと4回だけヤラせてTV
冒頭は金田正一が自宅前インタビューというシチュエーションで登場。たけしは中島知子と問題を起こした女性占い師（後半は金正日のような篠山紀信）に、きよしは小学生（後半は錦野旦、終盤はどじょうすくい）に扮して登場。なお、たけしはこの3日後に放送された『オールスター感謝祭』でも最初はこの扮装で登場している（この時は後に内田裕也の扮装になっている）。
泰葉のオープニングライブ
泰葉が「フライディ・チャイナタウン」をピアノ弾き語りで披露した。
今夜のメニュー
「本日iPhone9発売」、「家政婦のミタ2公開」、「芸能界子役裏事情 大橋のぞみ崖の上から激白」（大橋が主題歌を歌っていた映画『崖の上のポニョ』のパロディ）、「小栗旬浮気発覚!!シメられる」、「ダルビッシュ有マイナー落ち!」など、今回も嘘や不謹慎な内容が多かった。
前回のお詫び
前回同様、衣笠の代わりに広島東洋カープのヘルメットを被ったゴリラと青山（似顔絵）を紹介し、最後は石松の写真でオチを付けた。
視聴者からの投書
「毎朝新聞」などに掲載された番組に対する視聴者からの意見（投書）をたけしが読み上げる。なお、投書の内容は実際の視聴者のものではないと思われる。
写真で振り返る話題の人物
前回よりもさらに減って、4人になった。
輝け!第1回ノーパン跳び箱グランドフィナーレ
AV女優がノーパンの状態で人が中に入れる透明な跳び箱を跳ぶ。跳び箱の中に入る軍団メンバーは毎回抽選形式だったが、故意に壊れる24人の名前が書いてあるルーレット、ひもが短いひもくじ、すぐ壊れる福引きで行ったため、結局その都度早い者勝ち形式という新ルールとなった。抽選機は修理後も壊れる。
トーカイ堂バラエティTVショッピング
事前収録。今回も前回と同様、紹介される商品の値段当てクイズとなった。軍団チームには新たにきよしが加わったが、的外れな値段予想を連発するも、チームから散々スルーされていた。たけしの格好は『ニュースキャスター』でネタにしているイタコ（イタコ八郎）に扮して登場。
チン×ポン
前回同様事前収録。AV女優チーム と軍団チーム。の対戦で、軍団チームが正解の場合はAV女優チームが1枚脱ぎ（脱ぐものがないときは喘ぎ）、AV女優チームが正解の場合は軍団がタイキックを食らう。前回に比べて、AV女優の過激な答え方が多くなっている。
まぬけ競馬実況中継
今回は升田に加え、きよしと新人アナの吉田も参加。出走メンバーの名前は前回に比べては読みやすかったが、きよしは大方の予想通りグダグダ実況、吉田は犯罪歴のある芸能人の名前を実況させられていた。
朝鮮中央放送のパロディのニュース
コーナーの合間などにある女性アナウンサーがたけしに対してこのような番組を「即刻中止」にするように訴えたり、たけしに「非難」を浴びさせるコーナー。背景も朝鮮中央放送のものを模している。最初の内容は、「ビートたけし、即刻（この番組の）放送を中止せよ。さもなければただちに"自称占い師"を日本に送り込み高級焼肉店で特上の肉をオフィス北野のツケで食べまくるぞ」などという内容。ほかにも「ミサイル打ち上げ」などがある。
ACジャパンのパロディのCM
ACジャパンの「こだまでしょうか」のパロディCM。今回も内容が過激で「ハゲネタ」、「占い師ネタ」、「脱糞ネタ」、「三又又三が経営しているらしいボッタクリ店ネタ」等深夜番組でも放送コードギリギリのパロディだった。
手島優のノーパン跳び箱
90分の番組にも関わらず、たけしは330分だと思っていた。再修繕したルーレットは、またしても壊れ、また早い者勝ち形式となった。

### ビートたけしのあと6回だけヤラせてTV
2012年のニュース映像と、同年に美元との離婚騒動で話題になった高嶋政伸のナレーションでスタート。たけしは高須クリニック院長・高須克弥に、きよしは今回も小学生（後半はステテコ姿、終盤はどじょうすくい）に扮して登場。ロゴが新しくなり生放送部分は「Live」から「生放送」に変わった。この回のみAV女優の着る衣装も新しくなり黒（壇蜜のみ赤）を基調としたメイド風の衣装に変わった。
壇蜜のオープニングライブ
中森明菜の「少女A」に合わせて壇蜜が跳び箱の上でストリップショーを披露。たけしが跳び箱の中にいた。
今夜のメニュー
「アウトレイジ3製作発表!タイトルは『崖の上のアウトレイジ』」、「田中真紀子 AKB入りか」（田中は2012年の総選挙で落選した）、「鈴木福45歳差年の差婚」、「前田敦子 たけし軍団入り」（前田は2012年にAKB48を卒業した）、「海老蔵離婚」、「加山雄三 散歩中に行方不明か」（2012年に放送を開始したテレビ朝日系『若大将のゆうゆう散歩』のパロディ）などと、嘘や不謹慎なテロップが出ていた。
前回のお詫び
衣笠祥雄がゴリラや青山（似顔絵）になっていた。最後は広島東洋カープのヘルメットを被った石松の写真でオチを付けた。
写真で振り返る2012年話題の人物
2012年話題になった人物を写真で振り返るコーナー。前回より1人多い5人に増えた。
写真で振り返る2012年話題の三角関係（二股交際）
みんな大好き!!第2回ノーパン跳び箱
前回同様、AV女優と壇蜜がノーパンになり、跳び箱を飛ぶ。抽選が行われる。26人の名前が書いてあるルーレットは下に落ちて壊れる。福引きはすぐに壊れる。ひもくじはロープが短い。抽選ボールには軍団の名前ではなく、故人の名前が書いてある。ちなみに修理したルーレットも福引きも再び壊れる。たけしの独断で、1回戦はタカと枝豆、2回戦はダンカンと松尾を指名したが、3回戦以降は全て早い者勝ち形式となる。
感動をありがとう!ロンドンオリンピック2012を振り返る
ロンドンオリンピックで話題になった人を間違える。全てモノクロ写真になっていた。
祝!銀メダル獲得 なでしこジャパンを振り返る
新企画!大人のジェスチャーゲーム
軍団チーム12人 とAV女優チーム9人 に分かれての対抗戦。チームの代表者がジェスチャーをして制限時間60秒（1分）以内に正解すれば、1ポイント獲得となる。AV女優チームの第1問の代表者小島みなみに出題されたお題は、「バイブ」しかし、この問題ではきよしが問題を見て、大きな声で「バイブ」と発言するという不正行為をしたため、無効になり、問題変更になった。AV女優チームの第2問は「変態」あと5秒のところで由愛可奈が正解し、ポイント獲得。軍団チームの第1問の代表者タカに出題されたお題は「夜這い」ハンデとして、わからなかったら交代となる特別ルールを設けた。1問で4人 で交代した。しかし時間切れとなった。AV女優チームの第3問の代表者壇蜜に出題されたお題「村西とおる」は時間切れとなった。結果は1対0でAV女優チームの勝利。
お蔵入りになった政見放送
事前収録。たけし扮する「大東京佐幕党」党首・前山清（前川清「東京砂漠」のパロディ）と「ペニオク友の会 私も激安で落としました空気清浄機 それで30万円もらいました党」代表・西船橋房枝（市川房枝のパロディ）の「政見放送」。
チン×ポン
前回同様事前収録。AV女優チーム と軍団チーム の対戦で、軍団チームが正解の場合はAV女優チームが1枚脱ぐ。脱ぐものが無い場合は絡む。AV女優チームが正解の場合は軍団チームが映画で超有名になった、ソファーに座ってもらい、たけしが軍団にボールをくらわせる。
朝鮮中央放送のパロディのニュース
ある女性アナウンサーがたけしに対してこのような番組を即刻中止にするように訴えたり、たけしに非難を浴びさせるコーナー。最初の内容は、「さもなくばペニオク騒動翌日にビートたけし始めたけし軍団全員がブログを削除したという証拠を週刊文春に売り込むぞ。たけし お前はいくらもらってたんだ」など。ほかにも「人工衛星撃ち込み」などがある。
1年分の煩悩を洗い流すノーパン除夜の鐘
ノーパンになった小島みなみ、由愛可奈、壇蜜の3人が鐘の中に入り、上半身裸ながら煩悩だらけの井手が鐘を突く。3人はブラジャーも外していた。

### ビートたけしの親切な人が5千万円貸してくれないかTV
2013年のニュース映像と、所得隠し問題で同年4月に芸能活動を休止して、同年11月に活動を再開したばかりの板東英二のナレーションでスタート。たけしはみのもんたならぬ「レバもんた」（後半は浅利慶太ならぬ「はまぐり慶太」）に、きよしは『連続テレビ小説・あまちゃん』のヒロイン能年玲奈（後半は中途半端な学ラン姿）に扮して出演。今回はオープニングショーや今夜のメニューがカットされ、タイトル後いきなり「前回のお詫び」からスタートした。
タイトルは、当時問題になっていた、猪瀬直樹が「5千万円」の資金提供を受けて東京都知事を辞職した徳洲会事件のパロディ。
前回のお詫び
衣笠祥雄の写真が広島東洋カープのヘルメットを被ったゴリラ、石松、青山（似顔絵）のようにいつも通りの流れの後、オチに『ニュースキャスター』にも登場した「広島東洋カープのヘルメットを被った青山テルマ」の「落ちもの」が落下した。なお、たけしによると、青山が『ニュースキャスター』にゲスト出演した際、この落ちものをプレゼントしたのだが持って帰らなかったとのこと。
写真で振り返る2013年話題の人物（前半戦）
2013年話題になった人を写真で振り返るコーナー。前後半合わせて前回より11人多い16人に増えた。
みんな大好き!!第3回スケスケ跳び箱
今回もAV女優にはノーパンになってもらい、跳び箱を跳んでもらう。中に入る軍団メンバーを抽選機形式で行われる。スロットマシーンはレバーが折れる。その後、たけし扮する「レバもんた」が折れたレバーをマイク代わりに歌う。新抽選ボールは穴が小さくて取れない。25人の名前が書いてあるルーレットは壊れる。ひもくじは短い。福引きは壊れる。というお約束のためすべて早い者勝ち形式となった。後半は新たに「クリスタル平均台」も登場。途中で無法松が眼鏡を破損したり、何故か三又の仕業で内田裕也の等身大蝋人形が跳び箱の中に入っていてその状態でAV女優が跳び箱を跳ぶというハプニングもあった。
チン×ポン
前回同様事前収録。AV女優チーム（女性チーム） と軍団チーム（男性チーム） の対抗戦。男性チームが正解した場合は女性チームがたけしのお題に沿ったセクシーなリアクションを行う。女性チームが正解の場合は男性チームが熱湯を10秒以内に飲む。また今回は川柳のお題が エロネタ・下ネタを一切廃し、すべて「上品な風刺」ネタ（主に徳洲会事件にちなんだもの）で出題された。
写真で振り返る2013年話題の人物（後半戦）
2013年話題になった人を写真で振り返るコーナー。その後半の11人を発表した。
にらめっこメイク合戦
事前収録。軍団同士が面白メイクをしてにらめっこ対決を行う。メイクスーパーバイザーはたけし、司会はタカ。赤チーム と青チーム の対抗戦。審査員の3人 が赤と青、2つの旗で多く挙げたほうの負けとなる。笑ったら負けとなる。引き分け又は反則行為の場合は、スーパーバイザーの独断で手直しの変更ができる。第1戦の三又vs枝豆では引き分け、第2戦は青チームの勝ち、第3戦のダンカンvs義太夫ではダンカンが目を閉じて対決したため引き分け（反則のため）、第4戦は赤チームの勝ち、第5戦の井手VS松尾では赤チームの松尾がたった0.9秒で笑ってしまい、青チームの秒殺ストレート勝ちとなった。第6戦は赤チームのストレート勝ち。第7戦での松尾vsお宮の松は青チームの勝ち。最終戦の井手vsお宮の松の対戦では青チーム同士の対戦で井手が赤チームの場所で顔ではなく股間でフルチンになった事によって反則行為をしたため、お宮の松（青チーム）の反則勝ち。結果は4対2 で青チームの勝利。
2020年東京五輪開会式の演出を発表
たけし扮する「はまぐり慶太」が、2013年9月に開催が決定した2020年東京オリンピックの開会式の構想をイラストで説明。修理したスロットマシーンのレバーがまた折れる。主に聖火リレーの演出が紹介され、ランナーが日本を代表する犯罪者やぎんさん4姉妹、歴代水戸黄門 になっていた。
夜スリム のぞき見ちゃん
事前収録。「夜スリム トマ美ちゃん」のパロディ商品をインフォマーシャル形式のテレビショッピング風に紹介。ほかに「ヅラ見ちゃん」「タマ見ちゃん」「ケツ見ちゃん」が紹介された。
五輪開催地決定!あの感動の瞬間を再び
毎回CM明けに行われた開催地発表会見をテーマにした事前収録によるショートコント。TBSアナウンサーの小林が発表された開催地が「北千住」「足立区」「雄琴吉原連合」「ベナン」（ゾマホンの出身地）などとなっていた。
感動の大フィナーレ
最後に今回の番組タイトルにちなんで「5千万円入っている」という薬玉が登場し、軍団全員がステージに上がって見守る中たけしが割ったが、結局なにも出てこなかったというオチで番組終了。

### ビートたけしのアナ雪のおかげでオレの映画が遅れちゃったぞテレビ
2014年のニュース映像と、TBSのドラマ『MOZU』の主演や、同年11月の自身の結婚で話題になった西島秀俊 のナレーションでスタート。たけしは「Let It Go〜ありのままで〜」にちなみ蟻の被り物(途中から頭をはずした。)で、きよしは2014年に新語・流行語大賞を受賞した、日本エレキテル連合・橋本小雪のキャラ「未亡人 朱美ちゃん3号」 に扮して登場。
タイトルは、ディズニー映画『アナと雪の女王』の大ヒットによる上映スケジュールの変更で、たけしが監督を務めた新作映画『龍三と七人の子分たち』の公開が2014年秋から2015年春に延期になったこと による。なお、新聞と番組表と画面左上に表示されたサイドスーパーでは『-俺の映画が遅れちゃったぞTV』だったが、オープニングタイトルとモニターのみ『-オレの映画遅れちゃったぞテレビ』の表記であった。
新垣隆のピアノショー
たけしの「昔の荒川区」に対する力説（事前収録、またVTRでの新垣は別の人がお面を着用）をもとに、『交響曲 足立区《ADACHIKU》』をピアノで披露。
今回のメニュー2014
これまでの放送同様、生放送にも関わらず「緊急生出張!日帰り城崎温泉」（元兵庫県議・野々村竜太郎の政務活動費不正使用問題で話題になったカラ出張のパロディ）、「ふなっしー大爆破」、「妖怪ウォッチプレゼント（発送をもって発表）」、「野々村議員 ジャニーズ入り」、「小〇方さん裸に割烹着でグラビアデビュー」（STAP細胞不正問題のパロディ）、「長嶋一茂怒りの壁ドン」（江角マキコのマネージャーが長嶋の自宅の壁に落書きをする嫌がらせがあったとする報道のパロディ）や、きよしのネタ（「緊急二股対談 矢口真里 ビートきよし」）「高橋みなみ 前倒しで今夜卒業」「幻のゲーム『餡子の中はなんじゃろな？』」など、クレームに繋がり兼ねない話題が多かった。
前回のお詫び
今回は、前回まで番組の生放送にAV女優が出演してお色気要素が多かったことで各方面から怒られたことに対する本当の「お詫び」をするとともに、今回は「男祭り」と題し、出演者全員男性で、お色気要素を一切排することを宣言した。
写真で振り返る2014年話題の人物
2014年話題になった人を写真で振り返るコーナー。前回より3人多い、19人に増えた。
2014年の世相を表す「今年の漢字」発表
ショートコント（事前収録）。毎年12月12日に発表される「今年の漢字」のパロディ。たけし扮する貫主が、和紙に今年の漢字を書くが、明らかに下ネタな熟語やイラストになるため、書いている途中でアタル、北郷扮する警備員に連れ去られるオチとなっている。「金王」「珍宇」「亀頭」「満了」と書いた。
気になる判決速報
ショートコント（事前収録）。たけしが判決結果が書かれた用紙を報道陣に見せるが、明らかに判決とは関係のない言葉が書かれていたり、判決結果を見せずに逃げ回ったり、紙から鳩が出てくるなどのオチとなっている。
新企画!アンコの中は何じゃろな?
軍団が湯船いっぱいのアンコの中に顔を突っ込み、何が入っているかを当てる企画。お宮の松と無法松と三又が挑戦するも、正解はアンコを使った和菓子（例:羊羹など）ばかりでいずれも正解者は誰もいなかった。同時に三又の挑戦中に、当日着用してきた彼女からプレゼントされたストールがたけしの悪戯により、アンコの湯船の中に沈められた。
視聴者からのファックス
この回は『男祭り』と、『トーカイ堂テレビショッピング』復活だという2つの理由で、視聴者から5件のファックスが贈られた。1件目は、「餡子はいいからノーパンカルタ取りやってください。」2件目は、「1年間楽しみにしてたのにどうして、AV女優が出ないんですか？」3件目は「ノーパン跳び箱が無くなった。チン×ポンも無くなった。番組が成り立つと思ってんのか？」4件目は「TBS何やってんだ？きよし金返せ！」5件目は「きよしを子供が泣いてますので早くAV女優を出してください。」
トーカイ堂テレビショッピング
事前収録。3年ぶりの復活コーナー。奈美と八波が登場した。
第48回にらめっこメイク合戦
前回同様事前収録。正しくは第2回である。今回も赤チーム と青チーム の対抗戦。ルールは前回同様、笑ったほうの負けだが、勝者が反則行為があった場合は引き分けとなる。スーパーバイザーはたけし。司会は前回と同じタカ。審査員はアタル・北郷・無法松。第1ラウンドのお宮の松vs枝豆はお宮の松の勝利。第2ラウンドの三又vs松尾は三又の勝利。第3ラウンドのダンカンvs井手ではダンカンが余りにも放送コードに耐えられないような危ない道具を見せたため、「放送禁止」とみなし井手の反則勝ち。 第4ラウンドの義太夫vs井手は井手の勝利。 最終ラウンドでは前回の放送でドラえもんのメイクで「殿堂入りチャンピオン」を果たしたお宮の松vs6人はお宮の松の勝利。結果は3対2で赤チームの優勝。
エンディング
最後は軍団全員で「アンコの中は何じゃろな?」に挑戦。内田裕也の人形をアンコの湯船に沈めるシーンで番組が終わると同時にエレキテル橋本に扮したきよしが餅を食べながらエンディングとなった。

### ビートたけし大感謝祭 MOZU&赤めだか…UFOも来るかも!?
2015年のニュース映像と、たけしが出演したドラマ「赤めだか」と劇場版「MOZU」の映像を流しつつたけしが監督を務めた「龍三と七人の子分たち」の主演藤竜也のナレーションで番組がスタート。たけしは「モズ」ではなく、ジュウシマツの被り物（1本目のCM明けから緑のジャージ姿となった）姿、きよしは学ラン姿で登場。今回も『男祭り』となった。
新垣隆のピアノショー
今回はアーティストも来た。
今夜のメニュー2015
過去の生放送同様、「ザハ・ハディドの寝起きドッキリ」「佐野研二郎 軍団入り記者会見」「松岡修造 落ち込む」「年末の号泣天気予報 この後すぐ」「蛭子＆太川 ローカル路線バススピード違反」やきよしのネタ（「ビートきよし マイナンバー売却」「ビートきよし 爆買いするも料金踏み倒す」「過払金 きよしが申し立て」「メイウェザーVSビートきよし 世紀の一戦」「ビートきよし出演ドラマ『青めだか』制作中止」）等、後からクレームに繋がり兼ねない話題が多かった。
前回のお詫び
前回やった「アンコの中身は何じゃろな？」というコーナーで餡子が温かったこと及び餡子を粗末に扱い沢山のクレームの電話が来たことをお詫びした。
緊急特別企画 UFOは発見できるのか？
津島恒夫（UFOコンタクティ／イーリスト国立大学スペースサイエンス学名誉博士）にスタジオに来てもらいUFOに関しての情報を伝えた後に、中継先の赤坂サカスのスケートリンク場にはレポーターとしてパンツ一丁のイカ夫がいた。なお、中継は随時放送され、イカ夫と津島がUFOを呼ぶ映像が流された。エンディングはたけしや軍団が全員でスタジオを飛び出してUFOを呼ぶも結局現れず、最後は宇宙人に扮した井手が登場し、軍団から袋叩きにされ、内田裕也の人形を提供バックにし番組終了。開始前にきよしが「ここにUFOいるわけないよ」と言って、不吉な予感は的中した。
写真で振り返る 2015年話題の人物
2015年話題になった人を、写真で振り返るコーナー。前回と同じ19人。
第126回新しいラグビー選手権
事前収録。正しくは『第1回』である。たけしはラグビースーパーバイザー兼審判。ボールボーイは老人の扮装をしたきよし、ラグビーボール以外の様々な物を普段使われているように使って行うラグビーで赤チーム と黒チーム の対決。応援団は、居島、近藤六、イカ夫、シェパード、1回目はきよしが2週間着けていた入れ歯、2回目はきよし愛用の大人用おむつ、3回目は1500度の湯たんぽ。結果は井手が全裸になったので、ノーサイド（試合終了）となり、赤チームの反則勝ち。
視聴者からのファックス
今年も「どうしてエロは無いんですか？」「この番組を見て、寝たきりだったおじいちゃんが元気になりました。」「赤めだかやMOZUはいつやるんですか？」などの意味不明なファックスが来ていた。
熱湯クイズ合戦
軍団内で紅組と白組に分かれてクイズをする。 不正解なら熱湯追加。正解すると氷が熱湯風呂に入れられる。優勝したチームにはTBSから豪華な景品がプレゼントされる。三又と無法松がクイズ挑戦するも、クイズ対決のはずがたけしや軍団が熱湯を掛け合うなど暴走したためコーナー中止。後に『写真で振り返る 2015年話題の人物』のコーナーでもたけしは柄杓でパネルの写真にツッコむ軍団員やスタッフなどに熱湯をかけまくっていた。
新しいボクシング
事前収録。実況はタカ、解説はたけし。レフリーはアタル。1試合目は「替え玉受験の申し子」ことなべやかんVS「ボッタクリ級世界チャンピオン」こと三又で対戦。ボクシングとジェンガを交互に1ラウンドずつ対決。ボクシングとジェンガを交互にやりバテバテで酸欠状態の三又が嘔吐してしまい、なべやかんの反則勝ち。 2試合目は「『ムエタイ世界チャンピオン』タイ・ポクレン」こと板前VS「『パナマの英雄』ガルシア・マツオ」こと松尾で対戦。ジェンガ同様ボクシングとルービックキューブを交互に1ラウンド対決し、ダウンを奪った選手が片手のグローブを外してルービックキューブができるルール。板前の勝利。松尾は鼻に板前のパンチが激突し大量の鼻血を出し、ティッシュで鼻を留めながら試合に挑んだ。
第1002回にらめっこメイク合戦
前回同様事前収録。正しくは第3回である。3年連続の企画。スーパーバイザーはたけし（世界のキタノ）、司会進行はタカ、新判定員はきよし（山形のキヨシ）が担当する。赤チーム と青チーム の対決となったが、今回からはたけしがお題を出題しそれに沿った形でにらめっこ対決を行う。1回戦の枝豆VS義太夫のお題はザハ・ハディド。枝豆の勝ち。2回戦の板前VSダンカンのお題はみのもんた。ダンカンの勝ち。3回戦の井手VS三又のお題は「浅草のバカ」。前々回の井手の浅草のアトムは禁止されている。映画『ビルマの竪琴』に出る水島上等兵に扮した井手の勝利。

### ビートたけしのフランスは本当に勲章をくれたのかTV
2016年のニュース映像と、加瀬亮のナレーションでスタート。たけしはドナルド・トランプ次期大統領（当時）に、きよしは落語家に扮して出演。ちなみたけしと司会を務めたのはタカだった。
たけしに生でネタ見せ
ビートたけしの審査で若手芸人のネタ見せを行う。もういいと思った所でボタンを押すと幕が閉まり基本的に不合格となるが、一度閉めても続きが見たければ再度幕を上げることも可能。合格ならたけしの後ろのこたつ席へ、不合格ならディレクター後ろのゴザ席に座る。
お侍ちゃん、ニューヨーク、Aマッソ、ビートきよし、ロリィタ族。、勝又、やさしい雨、三又又三、シオマリアッチ、メイデン玉砕、「ボウリング玉サッカー」を挟みBBゴロー、鈴木奈都、コウメ太夫、ヤングウッズ、井手らっきょ、めいどのみやげ、小石田純一、バネッサ、「熱湯早飲み選手権」を挟みAMEMIYA、ほたるゲンジ、キック、「クイズ足立区約100人に聞きました」「リオオリンピック 活躍した人物」を挟みビートきよし、「アクリルもぐらたたき」を挟みレッドガオ、ぺこぱ、ギャルズ、ダイオウイカ夫、高橋ちゃん、本日は晴天なり、オーストラリア、あぁ〜しらき、ホロッコ、そして番組エンディングでドドんがネタ見せを行った。太字は合格者。なおパニーニ、ゾマホンルフィンなど、時間の関係でネタ見せ出来なかった芸人が多数発生し、檻の中にいた。
第45回ボウリング玉サッカーW杯
VTR企画。サッカーボールの代わりにボウリング球を使いサッカーをする。赤チーム（ダンカン、板前ほか）と青チーム（枝豆、三又、お宮の松ほか）7人ずつに分かれ、たけしが審判役となる。ボールを強く蹴る事が出来ず転倒が相次ぐ展開で、審判たけしはコイントス時にコインの代わりにコーヒーフレッシュ、イエローカード代わりにクリープスティック個包装、レッドカード代わりにほうじ茶のティーバッグを差し出した。GKお宮の松のロングパスによるゴールで青チームの勝ち。
第125回熱湯早飲み選手権
VTR企画。正しくは第1回である。司会はたけし。赤チーム（板前、義太夫、三又）・青チーム（枝豆、なべやかん、お宮の松）に分かれ、やかんに入った熱湯を速く飲み干したほうが勝ちとなる。挑戦途中に出題されるクイズに正解すると、熱湯の湯呑みに氷が入れられる。やかんが落ちるハプニングがあったものの、結果は赤チームの勝利となった。
クイズ足立区約100人に聞きました
VTR企画。足立区民約100人に聞いた「クイズ100人に聞きました」のパロディ。板橋区高島平の「勝手に団地に住みこんじゃった家族」チーム（タカほか）と出身不明の「コンテナに乗って日本にやってきた家族」（セットは「日本海に偶然居合わせたコンテナ家族」）の対戦で、たけしが司会の関口少年。一部問題は大人の事情でお題を出せず、ヒントとして正解をひとつ開示しそれをもとにお題を推測し解答する形となった。勝手に団地に住みこんじゃった家族チームが優勝しザンビア旅行を獲得。
リオオリンピック 活躍した人物
リオデジャネイロオリンピックで活躍した人を、写真で振り返るコーナー。前年の話題の人物コーナーから大幅に減り3人のみ紹介。
アクリルもぐら叩き
VTR企画。アクリル風呂に挑戦者4人（お宮の松、なべやかん、三又又三、近藤夢）が入り、風呂に3つの穴が空いた蓋をダイオウイカ夫、赤P-MAN、ガンビーノ小林、鳩山クルオがランダムに閉めていき、苦しくなり穴から頭を出し叩かれた回数の少ない挑戦者が優勝。優勝賞品はロールス・ロイス・ファントムのフリップを額に入れて贈呈だったが、叩かれた回数がわからなくなったため優勝者無しとなった。

### ビートたけしの映画・小説大ヒットなのに日本はなぜ勲章をくれないのかTV
2017年のニュースとたけしが出演した「アウトレイジ 最終章」の映像とともに大森南朋のナレーションでスタート、たけしは日馬富士に、きよしはジャージ姿に扮して出演。
ビートたけしに生放送でネタ見せ
審査方法は前年の「たけしに生でネタ見せ」と同様だが、今回のみ「あまりにもバカバカしい」「どうでもいい」「客が引いてきた」と思った際に押すボタンとして東山動植物園のフクロテナガザル・ケイジの鳴き声が流れる「ア゛ァ゛ァ゛ー!!」ボタンが用意された。
まんぷくフーフー、河口こうへい、牧野ステテコ、湘南デストラーデ、ダシヨ、ニッチロー'、アマレス兄弟、マッハスピード豪速球、「写真で振り返る話題の人物」を挟みコウメ太夫、紺野ぶるま、ガリベンズ矢野、めいどのみやげ、カトゥー、ほたるゲンジ、パニーニ、小石田純一、AMEMIYA、シオマリアッチ、いかちゃん、エル・カブキ、BBゴロー、やくみつゆ、馬鹿よ貴方は、流コウキ、お侍ちゃん、「新しいスポーツをやってみよう!」ボウリングバレー編を挟みメルヘン須長、ダンビラムーチョ、三又又三、新作のハーモニカ、ふるやいなや、キック、三福エンターテイメント、石出奈々子、レッドガオ、チャーミング、かぎしっぽ、「新しいスポーツをやってみよう!」ボウリングバスケ編を挟んでオテンキ、Gたかし、シューマッハ、「新しいスポーツをやってみよう!」ビー玉・火鉢ラグビー編を挟みギャルズ 、うっちゃり、土佐兄弟、「新しいスポーツをやってみよう!」硬球/砲丸/熱湯テニスボール/熱湯鍋卓球を挟みオキシジェン、ホロッコ、インフォマーシャル番組「パブロクの犬」を挟みオーストラリア、林家まる子、わっしー教授、放課後ハートビート、ダシヨ、エンディングにコウメ太夫がネタ見せを行った。太字は合格者。
河口こうへいは合格判定となったものの、途中でゴザ席へ降格となった。
写真で振り返る話題の人物
2017年話題になった人等を、写真で振り返るコーナー。前年から6枚追加され9枚紹介。
新しいスポーツをやってみよう!
VTR企画。たけしがスポーツ評論家「パンチョ小田原」に扮し日本生まれの新しいスポーツを提案し6人チーム2組（卓球では交代制のシングルス）で対戦する。審判役にガダルカナル・タカ、赤チームにラッシャー板前・三又又三・お宮の松・松尾伴内・つまみ枝豆など、青チーム（ビー玉ラグビーでは黒チーム）に桐畑トール・ダンカン・無法松など6人が出演。
1本目はまず8ポンドのボウリング玉でバレーボールをする「ボウリングバレー」を行い赤チームがホールディングの反則負けで青チームが勝利。
2本目は8ポンドのボウリング玉でバスケットボールを行う「ボウリングバスケ」を行い赤チームが勝利。
3本目はビー玉を用いラグビーを行う「ビー玉ラグビー」を始めるも途中からビー玉から火鉢に変更され「火鉢ラグビー」として再開し赤チームが勝利。
4本目は野球の硬式球を用いた卓球「硬球卓球」から始まるも試合が予想外に成立したため球を7.2kgの男子用砲丸に変えて「砲丸卓球」、さらに100度の熱湯で煮込んだテニスボールに変え「熱湯テニスボール卓球」、テニスボールの入った鍋丸ごとに変え「熱湯鍋卓球」となり卓球台が壊れたため試合中止となった。

### ビートたけしの独立してマージン分ギャラ下げるからあと2回ヤラせてTV
2018年のニュース映像と山根明のナレーションでスタート。たけしは番組序盤に日本大学フェニックス、中盤に尾畠春夫、終盤に宮川紗江に扮して出演。
ビートたけしに生放送でネタ見せ
今回以降、合格時にはたけしによってチューブラーベルが叩かれ、不合格時はボタンが押されて幕が閉まる。尚、幕開閉時にはブザー音が入れられる。披露中の芸人のテロップに芸歴年数を表示。
トム・ブラウン、あぁ〜しらき、カトゥー、ベルサイユ、や団、プーケットマーケット、ウ・キリュウ、メルヘン須長、キンタロー。、オテンキ、ガリベンズ矢野、BBゴロー、めいどのみやげ、小石田純一、河口こうへい、ニッチロー'、どんぐりパワーズ、お宮の松、美豚ズ、アマレス兄弟、オキシジェン、キンタロー。（2回目）、ジャッキーちゃん、コウメ太夫、長江もみ、八幡カオル、入間国際宣言、シティホテル3号室、ポリスじろう、AMEMIYA、牧野ステテコ、グレート義太夫、錦鯉、沙羅、オレンジセレナーデ、だーりんず、かぎしっぽ、井手らっきょ、中津川弦、ガーデン砂漠、川井、大納言光子、キック、べっこちゃん、瞬間メタル、TEAM近藤、森本サイダー、TOY、三又又三、ピンタンパン、お侍ちゃん、三福エンターテイメント、ギャルズ、いかちゃん、山田BODY、パニーニ、やくみつゆ、崖（あしべ・加藤誉子）、サツマカワRPG、ダシヨ、奇天烈オムレツ、エンディングにてこじらせハスキー、みよこ、Gたかし、ザ・バーディーズ、がじゅまるらの集団がネタ見せを行った。太字は合格者。
だーりんずは一度合格判定が出たものの、その後他のネタを披露し低評価だったため撤回された。

### ビートたけしの公開!お笑いオーディション

#### 2019年
ビートたけしに生放送でネタ見せ
ネタ見せ芸人
チョコレートプラネット・どぶろっく・宮下草薙・Mr.シャチホコ・トム・ブラウン・納言・ぺこぱ・東京ホテイソン・レイザーラモンRG（レイザーラモン）・ハリウッドザコシショウ・赤もみじ・AMEMIYA・Yes！アキト・インスタントジョンソン・オキシジェン・お侍ちゃん・オジンオズボーン・かぎしっぽ・駆け抜けて軽トラ・カトゥー・河邑ミク・キラキラ関係・キュウ・クマムシ・犬一とやっちゃん・コウメ太夫・小石田純一・ゴー☆ジャス・じぐざぐ・ジャッキーちゃん・スギちゃん・せつこ・だーりんず・ダンディ坂野・ティモンディ・トランプマン・トランプマンX・錦鯉・ニッチロー’・日本エレキテル連合・にゃんこスター・BBゴロー・ペンギンズ・まりんか・三福エンターテイメント・みほとけ・三又又三・めいどのみやげ・U字工事・やくみつゆ・夢屋まさる

#### 2020年
ビートたけしに生放送でネタ見せ
ネタ見せ芸人
アイデンティティ・Yes！アキト・カカロニ・きつね・キンタロー。・空気階段・クロスバー直撃・コウメ太夫・ゴー☆ジャス・すゑひろがりず・ずん・ダイアン・東京ホテイソン・トム・ブラウン・とろサーモン・流れ星・ななまがり・錦鯉・ハリウッドザコシショウ・パーパー・BB ゴロー・ぼる塾・マヂカルラブリー・レイザーラモンRG・ワタリ119（50音順、太字は合格者。）

## スタッフ
第14回「ビートたけしの独立してマージン分ギャラ下げるからあと2回ヤラせてTV」時点
- 構成：北本かつら、小林正和、〆さばアタル、アル北郷、増田瞳（増田→第9回までリサーチ）、松本健(建)一
- タイトルCG：佐々木俊
- TM：近藤明人
- TD：井上久徳（以前はカメラ）
- VE：對間敏文（一時離脱→復帰）
- カメラ：宮下政人
- 照明：加藤美和子
- 音声：山羽稔
- TK：飛田亜也
- 音響効果：阿部宰、加藤博紀（阿部・加藤→共に一時離脱→復帰）
- 編集：大橋一明
- MA：新田領（一時離脱→復帰）
- 美術プロデューサー・デザイン：山口智広
- 美術制作：清水久
- 装置：上田伶
- 操作：小野寺浩（以前は大道具操作→一時離脱）
- アクリル装飾：渡邉卓也
- 特殊造形：白鳥保夫
- 装飾：深山健太郎
- 電飾：伊吹英之
- 衣裳：藤井謙吾
- 持道具：岩本美徳
- メイク：城所とも美
- 編成：高橋智大
- 番組宣伝：小林久幸（一時離脱→復帰）
- AP：原田康弘、上田彩
- ディレクター：安永洋平（安永→以前はディレクター→第13回のみプロデューサー）、原田薫、菊島由佳子、町田有史、伊藤大輔、吉地淳悟
- チーフディレクター：坂下勝己
- MP：吉橋隆雄（第11回 - 、以前はプロデューサー）
- 担当プロデューサー：壁谷政彦（第12回 - 、以前はプロデューサー）
- プロデューサー：高宮望
- 制作協力：ファルコン
- 製作著作：TBS

第19回「ビートたけしの公開!お笑いオーディション」時点
- 構成：北本かつら、小林正和、〆さばアタル、アル北郷、増田瞳
- CG：佐々木俊
- TM：山下直
- TD：井上久徳
- VE：佐藤希美
- カメラ：宮下政人
- 照明：鹿島雄司
- 音声：山羽稔
- TK：飛田亜也
- デスク：高橋美樹
- 音響効果：阿部宰、加藤博紀（阿部・加藤→共に一時離脱→復帰）
- 編集：大橋一明
- MA：的池将
- 美術プロデューサー・美術デザイナー：山口智広
- 美術制作：清水久
- 装置：上田怜
- 操作：小野寺浩
- アクリル装飾：渡邊卓也
- 幕装飾：椎谷修
- 電飾：伊吹英之
- メカシステム：庄子泰広
- 装飾：深山健太郎
- 衣裳：渥美智恵
- 持道具：岩本美徳
- メイク：永野あゆみ
- 編成：寺田淳史
- 番組宣伝：小林恵美子、竹井英俊
- 制作協力：ファルコン
- AP：松原元美、上田彩
- ディレクター：町田有史、吉地淳悟、伊藤大輔、菊島由佳子、丸尾奈緒美、渡辺晴香
- チーフディレクター：坂下勝己
- 担当プロデューサー：吉橋隆雄、壁谷政彦、安永洋平、原田康弘
- プロデューサー：髙宮望
- チーフプロデューサー：大木真太郎
- 制作：TBSテレビコンテンツ制作局バラエティ制作一部
- 製作著作：TBS

過去
- 構成：大井洋一
- スチールカメラマン：木村トヲル
- かるたイラスト：小野眞智子
- イラスト：漫☆画太郎
- CG：VUNO、シュガーレスファクトリー、TEA
- TM：丹野至之、石川博章、長谷川晃司
- TD：大蔵聡、南賢治
- VE：白川亮、塚田郁夫、二階堂隼（二階堂→一時離脱→復帰）、沖田祐貴
- 音声：照屋哲、渡邊学
- 音楽制作：大嵜慶子
- 音響効果：新谷隆生、伊藤誠
- 編集：奈良貢／オムニバスジャパン
- MA：渡辺佳巳、的池将（的池→一時離脱→復帰）
- 美術制作：川崎光紘、水野谷重謙、若松真夢（若松→第11回）
- 装置：相良比佐夫
- 特殊装置：高橋出、勝大輔
- アクリル装飾：安喰誠、鈴木正樹、上野樹也
- 電飾：澤田稔、梅本孝
- メカシステム：庄子泰広
- ガンエフェクト：大宮敏明
- 特殊効果：斉藤賢
- レタリング：春成亜矢子
- 衣裳：青木明奈、原口恵里、渥美智恵
- 持道具：貞中照美、寺澤麻由美、安岡京子、佐藤秀治
- 化粧：吉田謙二
- メイク：大野志穂、高梨祐子、荒川瑠美
- 編成：福士洋通、秤淳一郎、藤原麻知、御法川隼斗
- 番組宣伝：小山陽介、反町浩之、小林恵美子（小林→一時離脱→復帰）、河野裕之
- ディレクター：井手比左士、成田雅仁、藤井尚之、佐々木俊、石橋基弘、鎌形純、松原拓也、大谷賢一、石野将 ほか
- AP：久松理絵、松原元美、白山真穂、西沢雅文
- マネージメントプロデューサー：小谷和彦（以前はチーフプロデューサー→一時離脱）
- 撮影協力：手話教室 華乃樹、プロント
- 写真提供：ヒョンブ食堂、毎日新聞社、アフロ（以前は協力）、CENTRAL
- 音源協力：第一興商
- 映像提供：毎日放送[87]
- 協力：週刊ベースボール、房総浮世絵美術館、角匠、ファーストオンステージ、ニッポン放送[88]、共同通信社、菊池寛記念館、マルベル堂／SODクリエイト
- 映像・企画協力：オフィス北野（第13回まで）